# 達格爾 (亞利桑那州)
達格爾（英語：Dagger）是位於美國亞利桑那州希拉縣的一個非建制地區。該地的面積和人口皆未知。

## 地理
達格爾的座標為33°41′40″N 110°48′47″W / 33.69444°N 110.81306°W，而該地的平均海拔高度為805米（即2641英尺）。